# Campionatul Mondial de Atletism din 2023 - Aruncarea suliței (masculin)
Proba masculină de aruncare a suliței de la Campionatul Mondial de Atletism din 2023 a avut loc în perioada 25-27 august 2023 pe Centrul Național de Atletism din Budapesta, Ungaria.

## Program
Ora este ora Ungariei (UTC+1)
| Dată      | Oră   | Etapă              |
| --------- | ----- | ------------------ |
| 25 august | 10:10 | Calificări Grupa A |
| 25 august | 11:45 | Calificări Grupa B |
| 27 august | 20:20 | Finala             |

## Rezultate

### Calificări
În finală s-au calificat toți sportivii care au aruncat sulița la distanța de 83,0m (C) sau cele mai bune 12 performanțe (c).
| Loc | Grupă | Nume                     | Țară               | Rundă | Rundă | Rundă | Cea mai bună performanță | Note  |
| Loc | Grupă | Nume                     | Țară               | 1     | 2     | 3     | Cea mai bună performanță | Note  |
| --- | ----- | ------------------------ | ------------------ | ----- | ----- | ----- | ------------------------ | ----- |
| 1   | A     | Neeraj Chopra            | India              | 88,77 |       |       | 88,77                    | C, SB |
| 2   | B     | Arshad Nadeem            | Pakistan           | 70,63 | 81,53 | 86,79 | 86,79                    | C, SB |
| 3   | B     | Jakub Vadlejch           | Cehia              | 81,34 | 83,50 |       | 83,50                    | C     |
| 4   | A     | Julian Weber             | Germania           | 81,05 | 82,39 | 80,83 | 82,39                    | c     |
| 5   | B     | Edis Matusevičius        | Lituania           | 78,44 | 82,35 | -     | 82,35                    | c     |
| 6   | A     | D.P. Manu                | India              | 78,10 | 81,31 | 72,40 | 81,31                    | c     |
| 7   | A     | Dawid Wegner             | Polonia            | 76,50 | 81,25 | 75,74 | 81,25                    | c     |
| 8   | B     | Ihab Abdelrahman         | Egipt              | 80,75 | x     | x     | 80,75                    | c     |
| 9   | B     | Kishore Jena             | India              | 80,55 | 78,07 | x     | 80,55                    | c     |
| 10  | B     | Oliver Helander          | Finlanda           | x     | 80,19 | x     | 80,19                    | c     |
| 11  | B     | Timothy Herman           | Belgia             | 73,00 | 80,11 | -     | 80,11                    | c     |
| 12  | B     | Andrian Mardare          | Republica Moldova  | 79,78 | 77,27 | 79,00 | 79,78                    | c     |
| 13  | A     | Toni Kuusela             | Finlanda           | 79,27 | x     | x     | 79,27                    |       |
| 14  | A     | Genki Dean               | Japonia            | 78,21 | 78,57 | 79,21 | 79,21                    |       |
| 15  | B     | Cyprian Mrzygłód         | Polonia            | 78,28 | 78,49 | 77,35 | 78,49                    |       |
| 16  | A     | Anderson Peters          | Grenada            | 78,02 | 77,51 | 78,49 | 78,49                    |       |
| 17  | A     | Julius Yego              | Kenya              | x     | 78,42 | 76,68 | 78,42                    |       |
| 18  | B     | Lassi Etelätalo          | Finlanda           | 76.89 | 78.19 | x     | 78,19                    |       |
| 19  | B     | Cameron McEntyre         | Australia          | x     | 75,44 | 78,10 | 78,10                    |       |
| 20  | B     | Luiz Mauricio da Silva   | Brazilia           | 68,25 | 77,70 | 74,17 | 77,70                    |       |
| 21  | A     | Patriks Gailums          | Letonia            | 77,20 | 77,43 | x     | 77,43                    |       |
| 22  | A     | Kenji Ogura              | Japonia            | 76,65 | x     | 75,70 | 76,65                    |       |
| 23  | B     | György Herczeg           | Ungaria            | 72,31 | 76,18 | x     | 76,18                    |       |
| 24  | A     | Capers Williamson        | SUA                | 76,10 | x     | x     | 76,10                    |       |
| 25  | B     | Alexandru Novac          | România            | 75,75 | 74,61 | 74,67 | 75,75                    |       |
| 26  | B     | Jakob Samuelsson         | Suedia             | 73,81 | x     | 75,50 | 75,50                    |       |
| 27  | A     | Douw Smit                | Africa de Sud      | 64,29 | 75,03 | 71,21 | 75,03                    |       |
| 28  | A     | Felise Vaha'i Sosaia     | Franța             | 68,23 | 74,80 | x     | 74,80                    |       |
| 29  | B     | Rolands Štrobinders      | Letonia            | 74,46 | 73,98 | x     | 74,46                    |       |
| 30  | A     | Curtis Thompson          | SUA                | 72,46 | 72,99 | 74,21 | 74,21                    |       |
| 31  | A     | Leandro Ramos            | Portugalia         | 66,02 | 74,03 | 73,55 | 74,03                    |       |
| 32  | B     | Artur Felfner            | Ucraina            | x     | x     | 73,81 | 73,81                    |       |
| 33  | A     | Gatis Čakšs              | Letonia            | x     | 72,34 | 73,42 | 73,42                    |       |
| 34  | A     | Pedro Henrique Rodrigues | Brazilia           | x     | 67,11 | 72,34 | 72,34                    |       |
| –   | B     | Ethan Dabbs              | SUA                | x     | x     | x     | FM                       |       |
| –   | B     | Yuta Sakiyama            | Japonia            | x     | x     | x     | FM                       |       |
| –   | A     | Keshorn Walcott          | Trinidad și Tobago |       |       |       | NS                       |       |

### Finala
Finala a început pe 27 august la ora 20:16.
| Loc | Nume              | Țară              | Rundă | Rundă | Rundă | Rundă | Rundă | Rundă | Cea mai bună performanță | Note |
| Loc | Nume              | Țară              | 1     | 2     | 3     | 4     | 5     | 6     | Cea mai bună performanță | Note |
| --- | ----------------- | ----------------- | ----- | ----- | ----- | ----- | ----- | ----- | ------------------------ | ---- |
| 1   | Neeraj Chopra     | India             | X     | 88,17 | 86,32 | 84,64 | 87,73 | 83,96 | 88,17                    |      |
| 2   | Arshad Nadeem     | Pakistan          | 74,80 | 82,81 | 87,82 | 87,15 | X     | 81,86 | 87,82                    | SB   |
| 3   | Jakub Vadlejch    | Cehia             | 82,59 | 84,18 | 83,65 | 83,62 | 86,67 | X     | 86,67                    |      |
| 4   | Julian Weber      | Germania          | 80,43 | 85,79 | 76,86 | 82,55 | 82,81 | 79,01 | 85,79                    |      |
| 5   | Kishore Jena      | India             | 75,70 | 82,82 | x     | 80,19 | 84,77 | x     | 84,77                    | PB   |
| 6   | D. P. Manu        | India             | 78,44 | X     | 83,72 | X     | 83,48 | 84,14 | 84,14                    |      |
| 7   | Oliver Helander   | Finlanda          | 83,38 | 81,44 | X     | X     | X     | 82,85 | 83,38                    |      |
| 8   | Edis Matusevičius | Lituania          | 75,13 | 80,42 | 82,29 | 79,17 | x     | 77,53 | 82,29                    |      |
| 9   | Dawid Wegner      | Polonia           | 78,19 | 74,60 | 80,75 |       |       |       | 80,75                    |      |
| 10  | Ihab Abdelrahman  | Egipt             | 80,64 | 78,94 | X     |       |       |       | 80,64                    |      |
| 11  | Andrian Mardare   | Republica Moldova | 79,66 | 79,24 | 79,49 |       |       |       | 79,66                    |      |
| 12  | Timothy Herman    | Belgia            | 72,17 | 74,56 | X     |       |       |       | 74,56                    |      |